# Лезгинский музыкально-драматический театр имени С. Стальского
Лезгинский музыкально-драматический театр имени С. Стальского — драматический театр в Дербенте.

## История

### Первые годы театра
Лезгинский театр возник в с. Ахты в 1905 году из любительского драмкружка, основанного Идрисем Шамхаловым совместно с самодеятельными артистами Гасаном Кисриевым, Халилом Гусейновым, Бабаханом Бабахановым, Ашурбеком Ашуралиевым, Маликом Ганиевым, Магомедом Эфендиевым, Магомедмирзе и Гаджимурадом Эюбовыми. Первый спектакль был подготовлен и продемонстрирован только для мужчин в доме А. Ашуралиева. После этого решили продемонстрировать спектакль и перед женщинами, однако местное мусульманское духовенство воспротивилось и спектакль был сорван. Площадку для выступлений предоставила администрация в Ахтынской крепости. Таким образом, первое публичное выступление драмкружка состоялось в крепости. Одним из первых спектаклей был «Буржали». В основу спектакля легла инсценировка лезгинского фольклора. Спектакль имел огромный успех у населения. Афиша спектакля возвещала о том, что режиссёром спектакля был Идрис Шамхалов, художником — Нух Аскаров. Места в зрительном зале заняли офицеры крепости, окружное начальство, солдаты и жители Ахтов.

### Ахтынский и Суруханский театры
Члены драмкружка были рабочими, работавшими на отходных нефтепромыслах в Баку и других городах Бакинской губернии. Творческая деятельность драмкружка была продолжена в пригороде Баку, Сурухане. Спектакли стали проводиться регулярно в осенне-зимнее время. В суруханском театре ставились спектакли преимущественно на азербайджанском языке, и основанные на пьесах азербайджанских драматургов. В отличие от ахтынского театра, сураханский был разнородным по составу. В нём участвовали и женщины, а также, представители других лезгинских районов. В итоге вышло, что театр действовал в Ахтах весной и летом, а осенью и зимой в Сурухане. В Ахтах спектакли игрались на открытой площадке, а при ненастной погоде в доме Ашуралиева или в старой гостинице. В Сурахане же спектакли шли в «Народном Доме» (Дом культуры им. С. Орджоникидзе). Летом 1908 года в Ахтах был поставлен спектакль «Старая Турция», посвящённый турецкой буржуазной революции, приведшей к власти младотурок. Однако, комендант Ахтынской крепости запретил пьесу к показу. Власти разрешили пьесу к показу в селе. Были расклеены афиши, распроданы афиши, но спектакль был прерван полицией, задержавшей на 10 дней режиссёра Идриса Шамхалова.

### Жизнь театра в советские годы и в наши дни
После установления Советской власти деятельность Ахтынского драматического кружка не прерывалась. Весной 1918 года были представлены новые спектакли и оперы.
В 1920 году театр перешёл в ведение Отдела народного образования и стал называться Ахтынским советским театром. Театр имел дирекцию, постоянную труппу, печать и штамп. Спектакли ставились регулярно под открытым небом и собирали много зрителей. В первые годы Советской власти театр получил значительную поддержку от государства. Улучшилось материальное положение артистов. 
В 1927 году благодаря неустанной поддержке председателя Самурского окружного исполкома Гаджимета Сафаралиева на месте старого кладбища на Кузайской стороне селения Ахты было выстроено здание театра с зрительным залом на 500 мест. Руководителем Ахтынского советского театра был назначен М. Эфендиев, художественным руководителем М. Ганиев, режиссёрами И. Шамхалов и С. Агабалаев. Сорежиссёрами становились многие исполнители. 
Дагестанский обком ВКП(б) и правительство ДАССР в начале 1935 года приняло решение о создании в республике Национального ансамбля песни и танца аварского, лакского и лезгинского театров, чтобы поднять статус Ахтынского советского театра до уровня Государственного лезгинского драматического театра, продолжавшего функционировать в селении Ахты.
В 1935 году театр получил название Государственный лезгинский драматический театр. В 1938 году театру присвоено имя народного поэта Дагестана Сулеймана Стальского. В 1949 году театр был переведён в город Дербент. В 1955 труппа пополнилась выпускниками ГИТИСа. Театр — участник Дагестанской декады в Москве (1960). 
В период с 1949 по 1967 годы режиссёром театра работал народный артист ДАССР, Мусаиб Джум-Джум. 
С 1988 года художественным руководителем театра является Эседуллах Наврузбеков — режиссёр, драматург, театровед. Был награждён премией «Золотая пальма» международной ассоциации «Партнерство ради прогресса» (Париж, 1998). 
В 1997 году театр получил нынешнее название — Лезгинский Государственный музыкально-драматический театр имени С. Стальского.

## Награды
- Почётная грамота Президиума Верховного совета РСФСР (10 августа 1960 года) — в связи с декадой дагестанского искусства и литературы в городе Москве и за заслуги в развитии советского искусства[4].